# 한림연예예술고등학교
한림연예예술고등학교(韓林演藝藝術高等學校)는 서울특별시 송파구 장지동에 위치한 학력인정 평생교육시설이다.

## 설치 학과
한림연예예술고등학교에는 다음과 같은 학과가 설치되어있다.
- 연예과[2]
- 뮤지컬과[3]
- 실용무용과[4]
- 실용음악과[5]
- 패션모델과[6]
- 영상제작과[7]

## 연혁
- 1960년 4월 3일: 한림학교 개교, 이현만 교장 부임
- 1986년 1월 22일: 서울특별시 교육청 학력인정 한림여자상업고등학교
- 1993년 2월 27일: 성인교육 병설인가
- 2006년 2월 22일: 성인 초등부 병설인가
- 2007년 7월: 연예고등학교 병설인가
- 2009년 3월 : 한림연예예술고등학교 개교
- 2016년 1월 3일 : KBS 1TV 도전! 골든벨 800회 특집 방송
- 2020년 2월 : 이현만 초대 교장 별세

## 폐교 위기
이현만 교장 별세로 한림예고 한시운영자가 지정되어 2021년 4월 26일 공익재단법인 한림재단 설립 신청을 했으나 근저당 문제로 교육환경이 안정적이지 못할 수 있다는 판단으로 설립허가가 지연되었다. 이후 설치자 변경 인가가 되어 2022학년도 신입생부터 정상적으로 신입생을 모집중이다.